# Robert Ford (przestępca)

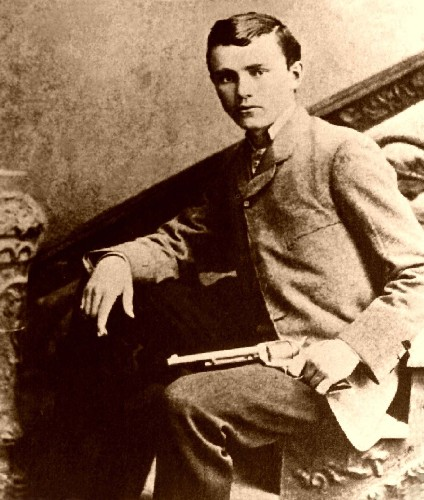
Robert Ford

Robert Newton Ford (ur. 31 stycznia 1862 w Ray County w Missouri, zm. 8 czerwca 1892 w Creede w Colorado) – amerykański bandyta, znany ze zdrady i zabójstwa szefa swojego gangu, Jesse’ego Jamesa.
Robert i jego starszy brat Charles (1857–1884) wstąpili do bandy we wrześniu 1881. Kiedy gang Jamesa zaczął chylić się ku upadkowi, bracia byli jego jedynymi godnymi zaufania ludźmi. 3 kwietnia 1882 w St. Joseph Robert zabił swego szefa: gdy James ścierał kurz z pewnego obrazu, morderca strzelił mu w tył głowy.
Ford działał na zlecenie gubernatora Missouri, który za głowę Jamesa wyznaczył wcześniej 5000 dolarów. Ale przestępca otrzymał tylko część nagrody; został skazany na śmierć przez powieszenie (udało mu się jednak uniknąć wyroku), a cały Zachód okrzyknął go tchórzem. W późniejszych latach stał się właścicielem baru, gdzie Edward Capehart O’Kelley, fan Jamesa, zastrzelił go.
Pochowano go w Creed, ale później ekshumowano jego zwłoki do rodzinnych stron.

## Filmy
- Zabiłem Jessego Jamesa z 1949 w reż S. Fullera. Rolę Forda zagrał John Ireland.
- Zabójstwo Jesse’ego Jamesa przez tchórzliwego Roberta Forda z 2007 w reż. A. Dominika. W rolę Forda wcielił się Casey Affleck.